# 構造
構造（こうぞう、英:structure）とは、ひとつのものを作りあげている部分部分の組み合わせかた。
ひとつの全体を構成する諸要素同士の、対立・矛盾・依存などの関係の総称。複雑なものごとの 部分部分や要素要素の 配置や関係。

## 構造の例
社会学における構造

言語学における構造

個別言語学における構造

言語哲学における構造

会計学における構造

政治学における構造

数学における構造

化学における構造

生物学における構造

工学における構造
工学各分野の、「メカニズム」、「構造」等の用語を参照

建築学における構造

土木工学における構造

## 建設分野
建造物の基本的な構造は、歴史的・伝統的には、「煉瓦造」・「石造」・「木造」などのように、単一の材質で、材質名を提示するだけで結果的にその構造まで明らかにできるような状態であった。
その後、構造方式は次第に多様になり、材料が複合的に用いられることが増え、現在では「木構造」、「組構造」、「ブロック造」、「鉄筋コンクリート造」、鉄骨鉄筋コンクリート造」 等々、様々な構造がある。例えば木構造だけでも、伝統構法、軸組、枠組壁、丸太組、木質ラーメンなどの構法（工法）がある。
機能や特殊目的による構造分類としては、耐火構造、耐水構造、耐圧構造、耐震構造などがある。
構造物の力学的性格などによる用語・概念としては、「シェル構造」、「剛構造」、「ラーメン構造」などがある。

### 構造計算
構造物にはたらく自重、積載荷重、様々な外力（積雪、風圧、地震力など）により、どのような応力が発生し、どのように変形するか計算することを（また、それらを踏まえて構造物の安全性を判定することを）構造計算という。

### 剛構造（rigid structure）と柔構造（flexible structure）
地震国の日本では耐震構造が非常に重要であるが、耐震構造の考え方には二つの代表的な考え方がある。
ひとつは剛構造で、構造物を剛に構成し、柱や梁同士を剛に接合させ、外力を受けても変形しにくい構造体を構成しようとするものである（梁などでなく壁体を用いるものもある。） 。
もうひとつは柔構造であり、これは高層の構造物ではその固有周期が長くなり作用する地震力が小さくなるので、剛性を高めることはかえって構造的によくない、という考え方に基づく。（日本の五重塔や高層ビル、樋門などは、柔構造である。）